# سری فوریه گسسته کاهنده
سری فوریه گسسته کاهنده (به انگلیسی: Regressive discrete Fourier series) (مخفف انگلیسی: RDFS) که در ریاضیات کاربردی مورد استفاده قرار می‌گیرد، در واقع بسط و گسترش تبدیل فوریه گسسته است. در این گسترش ضرایب تبدیل با روشی مشابه کمترین مربعات و دورهٔ تناوب انتخابی محاسبه می‌گردد. این سری اولین بار توسط ارودا معرفی شد. از این سری می‌توان برای هموار کردن (smooth) اطلاعات در یک و دو بعد استفاده کرد.

## تکنیک

### یک‌بعدی
سری فوریه گسسته کاهندهٔ یک بعدی که توسط ارودا معرفی شد را می‌توان به صورت ساده‌ای نشان داد. با داشتن آرایهٔ نمونه‌برداری (سیگنال) {\displaystyle x_{n}=x(t_{n})}، می‌توان عبارت جبری زیر را نوشت:
{\displaystyle x_{n}=\sum _{k=-q}^{q}X_{k}e^{\frac {-i2\pi kt_{n}}{T}}+\varepsilon _{n},t_{n}{\text{ arbitrary }},\quad n=1,\dots ,N}
در این حالت معمولاً و نه لزوما {\displaystyle t_{n}=n\,\Delta t} برقرار است.
فرمول بالا را می‌توان به صورت ماتریسی نیز نوشت:
{\displaystyle WX=x+\varepsilon }
راه حل کمترین مربعات برای دستگاه معادلات خطی بالا به صورت زیر تعریف می‌شود:
{\displaystyle {\hat {X}}=(W^{H}W)^{-1}W^{H}x}
سیگنال هموار (smooth) شده نیز از معادله زیر به دست می‌آید:
{\displaystyle {\hat {x}}=Wx}
اولین مشتق سیگنال هموار شده {\displaystyle {\hat {x}}} نیز به صورت زیر محاسبه می‌شود:
{\displaystyle {\frac {dx}{dt}}(t_{n})=\sum _{k=-q}^{q}{\frac {-i2\pi k}{T}}X_{k}e^{\frac {-i2\pi kt_{n}}{T}},\quad n=1,\dots ,N}